# Wilkerotherhof
Wilkerotherhof ist ein abgegangener Ortsteil in der Honschaft Bröl im vormaligen eigenständigen Kirchspiel Winterscheid, Ruppichteroth.
Früher wohnte dort die Familie Felder, deren 1820 geborener Sohn Hubert Felder 1847 in die USA auswanderte.
Vermutlich gibt es eine familiäre Beziehung zum Felderhof im heutigen Ortsteil Bröleck im Bröltal, der 1956 mit den Ortsteilen und Siedlungen Felderhofbrück, Tüschenhohn, Sieferhof, Haus Bröleck und Lindenhof zusammengeschlossen wurde.